# Coelotes yunnanensis
Coelotes yunnanensis là một loài nhện trong họ Amaurobiidae.
Loài này thuộc chi Coelotes. Coelotes yunnanensis được Ehrenfried Schenkel-Haas miêu tả năm 1963.